# Saint-Léger-sous-la-Bussière
Saint-Léger-sous-la-Bussière è un comune francese di 278 abitanti situato nel dipartimento della Saona e Loira nella regione della Borgogna-Franca Contea.

## Società

### Evoluzione demografica
Abitanti censiti